# 빌 벨라미

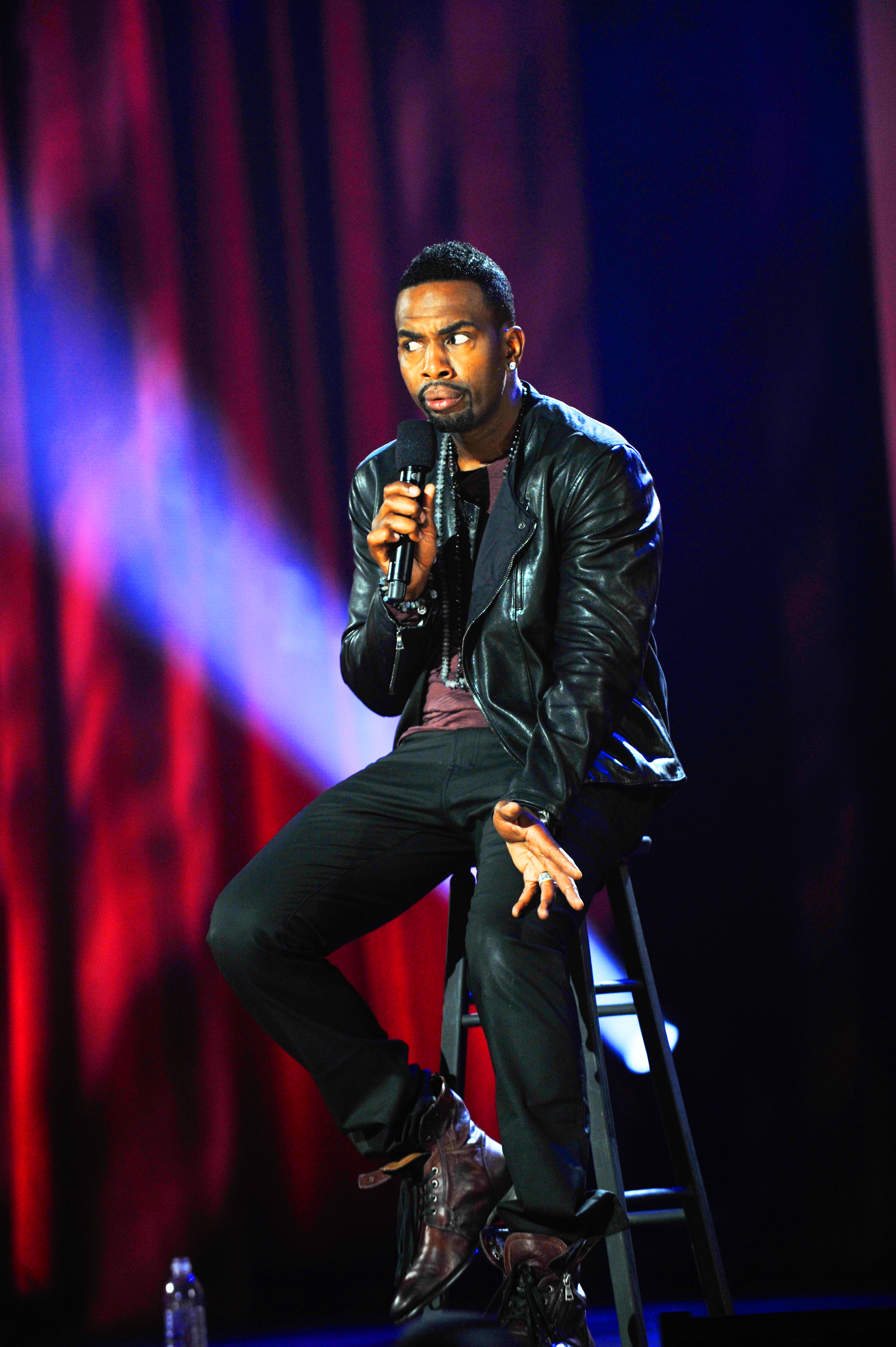

빌 벨라미(Bill Bellamy, 1965년 4월 7일 ~ )는 미국의 배우이다.
뉴어크에서 태어났다.

## 출연 작품
- 유치원에 간 사나이 2 (2016년)
- 더 바운스 백 (2016년)
- 유혹의 기술 (2013년)
- 퍼니 비즈니스: 어 블랙 코미디 (2012년)
- 눕즈 (2012년) - 브라이언 뱅크럽트 시몬스 역
- 로터리 티켓 (2010년)
- 겟팅 플레이드 (2005년) - 마크 셀러스 역
- 네버워즈 (2005년) - 마틴 샌즈 역
- 투팍 - 부활 (2003년) - 본인 역
- 카슨 데일리 쇼 (2002년)
- 화려한 싱글 (2002년) - 존시 역
- 브라더스 (2001, The Brothers)
- 더 레이트 레이트 쇼 위드 크레이그 킬본 (1999년)
- 트러블 앤 섹스 (1999년)
- 애니 기븐 선데이 (1999년) - 지미 샌더슨 역
- 하우 투 비 어 플레이어 (1997년)
- 러브 존스 (1997년)
- 플레드 (1996년)
- 조이 브레커 (1993년)
- 누가 왕초지? (1993년) - K.K 역